# Naarda calliceros
Naarda calliceros là một loài bướm đêm thuộc họ Noctuidae.